# Élections législatives israéliennes de 1959
Les élections législatives israéliennes ont eu lieu de manière anticipée le 3 novembre 1959, en Israël. Le seuil électoral est de 1 %.

## Résultats
| Parti                     | Parti                        | Voix      | %    | Sièges | +/-           |  |
| ------------------------- | ---------------------------- | --------- | ---- | ------ | ------------- |  |
|                           | Mapaï                        | 370 585   | 38,2 | 47     | 7             |  |
|                           | Hérout                       | 130 515   | 13,5 | 17     | 2             |  |
|                           | Parti national religieux     | 95 581    | 9,9  | 12     | 1             |  |
|                           | Mapam                        | 69 468    | 7,2  | 9      | en stagnation |  |
|                           | Sionisme général             | 59 700    | 6,2  | 8      | 5             |  |
|                           | Akhdut HaAvoda               | 58 043    | 6,0  | 7      | 3             |  |
|                           | Front religieux de la Torah  | 45 569    | 4,7  | 6      | en stagnation |  |
|                           | Parti progressiste           | 44 889    | 4,6  | 6      | 1             |  |
|                           | Maki                         | 27 374    | 2,8  | 3      | 3             |  |
|                           | Progrès et Développement     | 12 347    | 1,3  | 2      | Nv.           |  |
|                           | Coopération et Fraternité    | 11 104    | 1,1  | 2      | Nv.           |  |
|                           | Agriculture et Développement | 10 902    | 1,1  | 1      | en stagnation |  |
|                           | Autres partis                | 33 260    | 3,4  | 0      | -             |  |
|                           |                              |           |      |        |               |  |
| Suffrages exprimés        | Suffrages exprimés           | 969 339   | 97,5 |        |               |  |
| Votes blancs et invalides | Votes blancs et invalides    | 24 967    | 2,5  |        |               |  |
| Total                     | Total                        | 994 306   | 100  | 120    | en stagnation |  |
| Abstentions               | Abstentions                  | 224 418   | 18,5 |        |               |  |
| Inscrits / Participation  | Inscrits / Participation     | 1 218 724 | 81,5 |        |               |  |